# Pet Shop Days (próxima película)
Pet Shop Days es una película británica de 2023 de drama y thriller romántico, escrita por Jack Irv, Olmo Schnabel y Galen Core, dirigida por Schnabel y protagonizada por Darío Yazbek Bernal, Jack Irv, Willem Dafoe y Peter Sarsgaard. Se estrenó en el 80º Festival Internacional de Cine de Venecia el 3 de septiembre de 2023.

## Argumento
Alejandro, que huye de su familia adinerada en México y escapa al Bronx, donde conoce a Jack (el coguionista Jack Irv), un local que tiene sus propios problemas con sus padres, los peleadores Francis y Diana. Atraído instantáneamente por el carisma y la confianza de Alejandro, y sin darse cuenta aún de lo volátil que es emocionalmente, Jack, protegido, se ve expuesto a un retorcido mundo de orgías, clubes de striptease con luces de neón y compras aleatorias de cocaína, hasta que termina por ligar con el chico bisexual, Jack. Como parte de su plan para empezar de nuevo, los amantes comienzan a entrar en las casas de gente rica, pero la impetuosidad de su romance desenfrenado puede resultar su perdición.

## Reparto
- Darío Yazbek Bernal como Alejandro[2]
- Jack Irv como Jack[2]
- Willem Dafoe como Francis
- Peter Sarsgaard
- Maribel Verdú como Karla
- Jordi Mollà como Castro
- Emmanuelle Seigner como Diana
- Tal Chatterjee como Sammie[5]
- Grace Brennan
- Camille Rowe como Andy
- Louis Cancelmi como Walker
- Angela Sarafyan
- Gerry Bednob

## Producción
La cinta fue filmada en la ciudad de Nueva York, y en Ciudad de México. En enero de 2023, el rodaje había concluido.

## Recepción
La película tiene una valoración del 29% en Rotten Tomatoes basada en siete críticas.